# Jean Guéhenno
Jean Guéhenno (nascut Marcel-Jules-Marie Guéhenno, Fougères, 25 de març de 1890 - París, 22 de setembre de 1978) fou un escriptor i crític literari francès.

## Biografia
Jean Guéhenno va néixer al barri de Bonabry a la ciutat de Fougères fill de Jean-Marie (sabater) i de Angélique Girou (cosidora de sabates). Per causa de la malaltia del seu pare, va deixar l'escola a l'edat de catorze anys. A la mort del seu pare va entrar a treballar com a administratiu a la fàbrica Bordeau-Tréhu i va estudiar el batxillerat pel seu compte. El 1908 va obtenir una beca per fer el "Khâgne". i el 1911 va ingressar a l'Escola Normal Superior a París.

### Primera Guerra Mundial
El 1914 va incorporar-se al 77è Regiment d'Infanteria i el 15 de març de 1915 va ser ferit de gravetat i li va ser concedida la Creu de Guerra. Va refusar ser declarat exempt i va treballar al departament de censura postal de Lió i posteriorment (1917) va ser nomenat director de l'escola d'un hospital per cecs víctimes de la guerra.

### 1918-1940
De 1919 a 1927, Guéhenno va desenvolupar una doble activitat, com a professor a Douai, a Lille i a París, alhora que com escriptor i crític literari col·laborava amb publicacions com "Revue de Paris", "La Grande Revue", "La Nouvelle Revue française", fins que va dirigir (1929-1936) la revista "Europe" creada pels amics de Romain Rolland.

### Segona Guerra Mundial
Durant el període d'ocupació de França es va comprometre amb la Resistència intel·lectual, com a membre fundador del Comitè Nacional d'Escriptors i del grup de Lletres Franceses al costat de Jean Paulhan, Jacques Decour, Jean Blanzat i Édith Thomas.
En aquest període comença la seva dedicació a l'obra i biografia de Jean-Jacques Rousseau,amb obres com "Jean Jacques en marge des Confessions", "Jean-Jacques, grandeur et misère d'un esprit" o "Jean-Jacques, histoire d'une conscience". També va escriure un assaig sobre l'historiador Jules Michelet, "L'Évangile éternel".
Sota el pseudònim de Cévennes, va publicar "Dans la prison" editada per Editions de Minuit de forma clandestina. El 1943 el Govern de Vichy el va degradar a donar classes de quart curs a l'escola Buffon.

### 1944-1978
L'endemà de l'alliberament de França, el govern provisional li va encarregar l'organització de la Direcció de Cultura popular i dels Moviments de Joventut. Nomenat Inspector general d'Educació nacional, va viatjar per Àfrica, Amèrica del nord i del sud. Aquests viatges van aparèixer com a cròniques a publicacions com "Le Figaro " i "Le Monde"

Jean Guéhenno va ser elegit membre de l'Acadèmia Francesa el 25 de gener del 1962 amb 15 vots a la cadira 9 d'Émile Henriot, i rebut el 6 de desembre del 1962 per Jacques Chastenet. Va ser la primera cerimònia de recepció que es va fer a l'Acadèmia renovada, i va provocar aquest homenatge de François Mauriac a les seves Bloc-notes:
| « | Per molt mal que es pensi de l'Acadèmia, en una vida exemplar com la de Guéhenno, porta una consagració insubstituïble. El petit obrer bretó que, amb la força de la seva ment i la seva perseverança, s'ha convertit en aquest mestre eminent, aquest alt funcionari, i sobretot aquest escriptor, dibuixa davant els nostres ulls una imatge d'Épinal on ha d'aparèixer la Cúpula a l'últim quadre. | » |

Jean Guéhenno va morir a París el 22 de setembre del 1978. Les seves cendres es van escampar al mar, davant de la costa de Sept-Îles, a la Bretanya.

## Obra
Com a autor, una part significativa de la seva obra és autobiogràfica, com "Journal d'un homme de quarante ans" (1934) o "Aventures de l'esprit" (1954).
- 1927: L'Évangile éternel, Étude sur Michelet (Éditions Grasset|Grasset)
- 1928: Caliban parle (Grasset), traduït al català per Salvador Sarrà i Serravinyals i editat per les Publicacions La Fona, de Sabadell, el 1933.
- 1931: Conversion à l'humain (Grasset)
- 1931: Simon Mondzain (Nouvelle Revue française)
- 1934: Journal d'un homme de 40 ans (Grasset)
- 1936: Jeunesse de la France (Grasset)
- 1939: Voltaire, Bernard Palissy, Renan (en col·laboració) (Gallimard)
- 1939: Journal d'une “Révolution” 1937-1938 (Grasset)
- 1939: Hommage à Dabit (en col·laboració) (Nouvelle Revue française)
- 1944: Dans la prison (amb el pseudònim de Cévennes) (Minuit)
- 1945: L'Université dans la Résistance et dans la France nouvelle (Office français d'édition)
- 1946: La France dans le monde (La Liberté)
- 1947: Journal des années noires (1940-1944) (Gallimard)
- 1948: Jean-Jacques en marge des “Confessions”. T.I. 1712-1750 (Grasset)
- 1949: La part de la France (Le Mont-Blanc)
- 1950: Jean-Jacques en marge des “Confessions”. T.II. 1750-1758 (Grasset)
- 1952: Voyages: tournée américaine, tournée africaine (Gallimard)
- 1952: Jean-Jacques en marge des “Confessions”. T.III. 1758-1778 (Gallimard)
- 1954: Aventures de l'esprit (Gallimard)
- 1954: La France et les Noirs (Gallimard)
- 1957: La foi difficile (Grasset)
- 1959: Sur le chemin des hommes (Grasset)
- 1961: Changer la vie, Mon enfance et ma jeunesse (Grasset)
- 1964: Ce que je crois (Grasset)
- 1968: La mort des autres (Grasset)
- 1969: Caliban et Prospero (Gallimard)
- 1971: Carnets du vieil écrivain (Grasset)
- 1977: Dernières lumières, derniers plaisirs (Grasset)
- 1979: Entre le passé et l'avenir, textos recopilats Annie Guéhenno (Grasset)
- 2008: La Jeunesse morte, única novel·la de Guéhenno, escrita entre desembre de 1917 i octubre de 1920, publicació pòstuma (Claire Paulhan)

## Premis literaris
- 1953: Prix des Ambassadeurs
- 1955: Grand Prix de la Ville de Paris
- 1960: Premi "Ève Delacroix"
- 1961: Premi "Littérature pour la Jeunesse"
- 1973: Premi Mondial Cino del Duca